# Pollenia rudis
Espèce
Pollenia rudis et, en français, mouche des greniers, est une espèce de mouches de la famille des Calliphoridae et de la sous-famille Polleniinae. Elle est l'espèce type du genre Pollenia. 
À l'instar de ses consœurs du genre Pollenia, cette mouche est trapue et noire, longue de 5 à 12mm, à l'abdomen légèrement aplati. Son arista est particulièrement courte. Elle peut se distinguer des autres membres du genre par des tâches grises-argentées ornant son adomen. À cause de la grande variabilité de ses caractères somatiques, elle a un grand nombre de synonymes et se sépare des autres espèces congénériques notamment par ses genitalia mâles.
Cette espèce est commune sur les excréments humains, sa larve parasite des vers de terre.
Pollenia rudis est une espèce pleinement paléarctique et néarctique.

## Synonymes
Les plus récents synonymes de Pollenia rudis, réalisés par l'étude de leurs genitalia, sont,: 
- Pollenia angustigena sensu Rognes, 1991
- Pollenia hungarica Rognes, 1987
- Pollenia labialis sensu Rognes, 1991
- Pollenia longitheca Rognes, 1987
- Pollenia luteovillosa Rognes, 1987
- Pollenia paupera sensu Rognes, 1991
- Pollenia pediculata sensu Rognes, 1991
- Pollenia pseudorudis Rognes, 1987
- Pollenia sp. Rognes, 1987